# Leuconephra melanostrotum
Leuconephra melanostrotum är en fjärilsart som beskrevs av Turner 1906. Leuconephra melanostrotum ingår i släktet Leuconephra och familjen nattflyn. Inga underarter finns listade i Catalogue of Life.